# Pankreatoduodenektomia

Zakres operacji, na niebiesko zaznaczono fragmenty narządów poddane resekcji

Pankreatoduodenektomia (operacja Whipple'a, operacja Kauscha-Whipple'a) – jedna z najważniejszych i najbardziej skomplikowanych operacji w chirurgii trzustki. Operacja ta jest przeprowadzana w leczeniu guzów nowotworowych głowy trzustki lub nacieków nowotworowych naczyń i innych struktur w pobliżu trzustki.
Polega na:
- usunięciu głowy trzustki
- usunięciu przylegającego do trzustki odcinka dwunastnicy
- usunięciu pęcherzyka żółciowego – dalszej części przewodu żółciowego wspólnego
- usunięciu części odźwiernikowej żołądka

Jako pierwsi zabieg opisali niezależnie od siebie Alessandro Codivilla w 1898 i Walther Kausch w 1912, a następnie Allen Oldfather Whipple w latach 30.